# Дальтон (лунный кратер)
Кратер Дальтон (лат. Dalton) — крупный ударный кратер у западного лимба видимой стороны Луны. Название присвоено в честь английского химика, метеоролога и естествоиспытателя Джона Дальтона (1766—1844) и утверждено Международным астрономическим союзом в 1964 г. Образование кратера относится к позднеимбрийскому периоду.

## Описание кратера
Кратер Дальтон примыкает к восточной части кратера Эйнштейн, на северо-западе от него находится кратер Мозли, на севере-северо-западе кратер Бальбоа, на юге кратер Васко да Гама, на юго-западе кратер Бор. На востоке от кратера находится Океан Бурь. Селенографические координаты центра кратера 17°04′ с. ш. 84°27′ з. д. / 17,07° с. ш. 84,45° з. д., диаметр 60,7 км, глубина 2,15 км.
Кратер незначительно разрушен и имеет полигональную форму. Внутренний склон вала имеет террасовидную структуру. высота вала над окружающей местностью достигает 1210 м. Дно чаши пересеченное, хорошо видна система борозд расположенных коцентрично по отношению к внутреннему склону, отмечено несколькими небольшими кратерами. Несколько севернее центра чаши располагается группа небольших центральных пиков. Объем кратера составляет приблизительно 3 050 км³. 

## Сателлитные кратеры
Отсутствуют.